# 戈爾登龐德 (肯塔基州)
戈爾登龐德（英語：Golden Pond）是位於美國肯塔基州特里格县的一個鬼鎮。

## 地理
戈爾登龐德所處的海拔為高於海平面124米（即407英呎），而該地所採用的時區為UTC-5，即北美东部時區（EST）。同時該地設有夏令時間，為UTC-5調快一小時，即UTC-4（EDT）。